# The Old Fool
The Old Fool er en amerikansk stumfilm fra 1923 af Edward D. Venturini.

## Medvirkende
- James O. Barrows som Grandad Steele
- Henry Hunt som Peter Steele
- Jim Mason som Henry Steele
- Lloyd Hughes som John Steele
- Barbara Tennant som Dora Steele
- Betty Francisco som Mary Manners
- Ben Hendricks Jr. som Pete Harkins